# سرودخوان طلایی
سرودخوان طلایی(نام علمی: Vireo hypochryseus) نام یک گونه از سرده سرودخوان است.